# Stine Jørgensen
Stine Jørgensen (* 3. September 1990 in Dronninglund) ist eine ehemalige dänische Handballspielerin, die dem Kader der dänischen Nationalmannschaft angehörte. In den Jahren 2012 und 2016 wurde sie zu Dänemarks Handballerin der Jahres gewählt.

## Karriere

### Im Verein
Stine Jørgensen begann das Handballspielen im Alter von fünf Jahren beim dänischen Verein Dronninglund IF. Mit 16 Jahren schloss sich die Rückraumspielerin Aalborg DH an, bei dem sie anfangs im Jugendbereich aktiv war.
Jørgensen wurde ab 2008 in der Damenmannschaft von Aalborg DH eingesetzt, die in der höchsten dänischen Spielklasse antrat. Mit Aalborg errang sie 2009 die dänische Vizemeisterschaft. In der folgenden Spielzeit nahm sie erstmals an der EHF Champions League teil. Im November 2012 unterschrieb sie einen ab der Saison 2013/14 laufenden Dreijahresvertrag beim FC Midtjylland Håndbold. Mit FCM gewann sie 2015 die dänische Meisterschaft, 2014 und 2015 den dänischen Pokal sowie 2015 den Europapokal der Pokalsieger. Ab der Saison 2017/18 lief sie für Odense Håndbold auf. Zur Saison 2020/21 wechselte sie zum deutschen Bundesligisten SG BBM Bietigheim. Ab Dezember 2020 pausierte sie aufgrund ihrer Schwangerschaft. Mit Bietigheim gewann sie 2021 und 2022 den DHB-Pokal, 2022 die deutsche Meisterschaft sowie 2022 die EHF European League.
Jørgensen stand ab der Saison 2022/23 beim dänischen Erstligisten København Håndbold unter Vertrag. Im Mai 2025 nutze København Håndbold eine Option in ihrem Arbeitsvertrag und beendete vorzeitig das Arbeitsverhältnis. Kurz darauf gab sie ihr Karriereende bekannt.

### In der Nationalmannschaft
Jørgensen lief anfangs für die dänische Jugend- sowie Juniorinnen-Nationalmannschaft auf. Mit diesen Auswahlmannschaften gewann sie die Bronzemedaille bei der U-18-Weltmeisterschaft 2008 und belegte bei der U-19-Europameisterschaft 2009 den 13. Platz.
Jørgensen ging ab dem 24. September 2010 für die dänischen A-Nationalmannschaft auf Torejagd. Die Weltmeisterschaft 2011 in Brasilien war ihr erstes Großturnier. Sie warf fünf Tore in neun Begegnungen und belegte mit Dänemark den vierten Platz. Ein Jahr später gehörte sie dem EM-Kader an. Im Turnierverlauf erzielte die Dänin 25 Treffer in sieben Spielen. Jørgensens bislang größter Erfolg in ihrer Länderspiellaufbahn gelang ihr bei der Weltmeisterschaft 2013 in Serbien, als sie die Bronzemedaille gewann. Weiterhin nahm sie an der EM 2014, WM 2015, EM 2016 und EM 2018 teil. Bei der EM 2016 belegte sie mit insgesamt 47 Treffern den zweiten Platz in der Torschützenliste.

## Privates
Stine Jørgensen ist mit dem dänischen Badmintonspieler Jan Ø. Jørgensen liiert.